# Phượng Loan

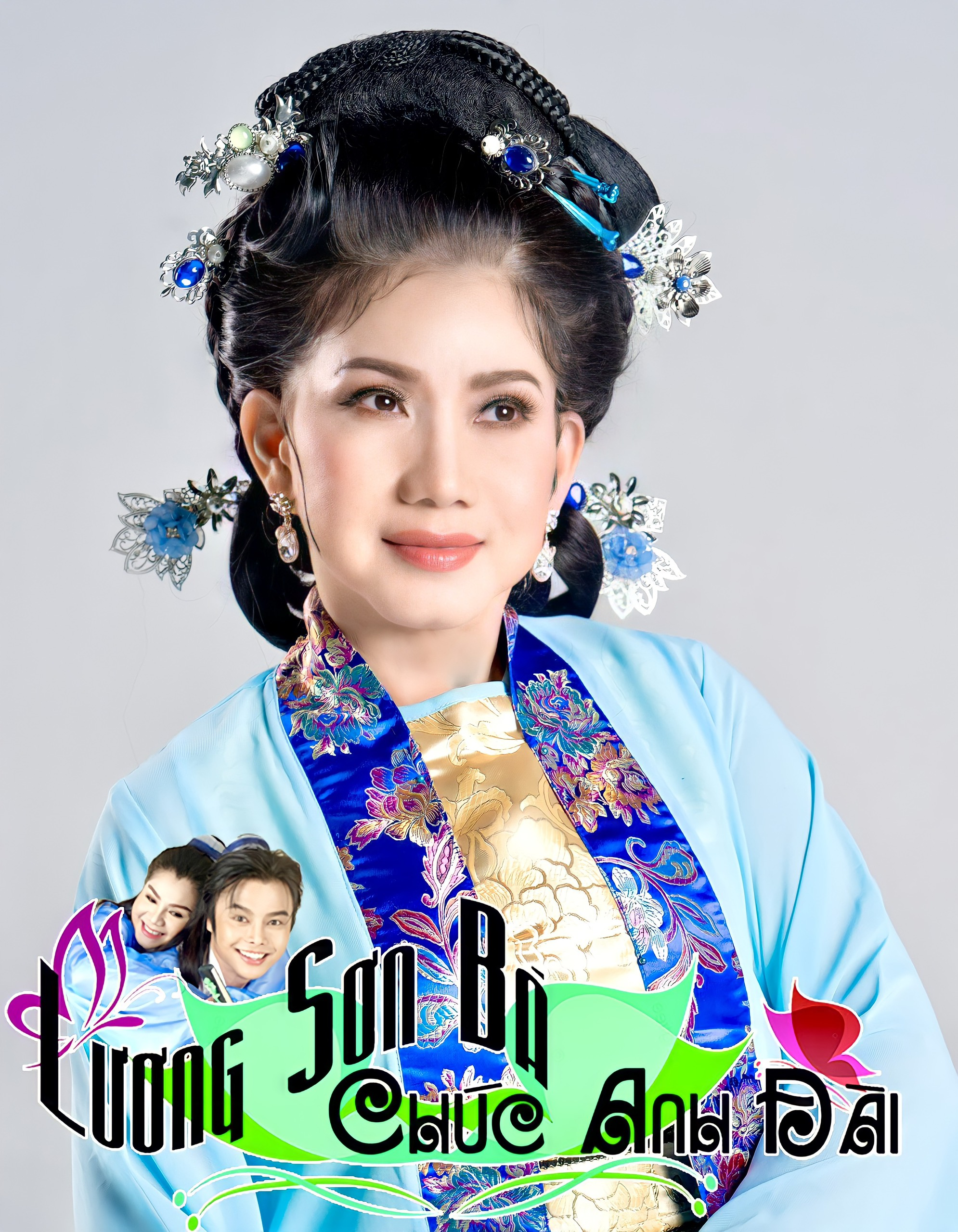
Phượng Loan trong ảnh bìa vở "Lương Sơn Bá-Chúc Anh Đài". (2022)

Phượng Loan tên thật là Đặng Thị Phương Loan, sinh năm 1966 tại Sài Gòn, là nghệ sĩ sân khấu cải lương và vọng cổ Việt Nam, được biết đến với giọng ca ngọt ngào truyền cảm, lối diễn xuất chân phương, mộc mạc đầy cảm xúc với làn hơi rất khỏe, chất giọng trong sáng và là nghệ sĩ có tâm với nghề, mỗi vai và mỗi bài ca trình diễn đều có cách diễn đạt riêng
Mặc dù cải lương không còn nhận được sự phổ biến một thời, tuy nhiên, đam mê của cô dành cho nghệ thuật vẫn rực cháy. Nghệ sĩ Phượng Loan vẫn tận tâm và đầy nhiệt huyết trong việc phát triển nghệ thuật sân khấu cải lương và mong muốn truyền đạt niềm đam mê đó cho thế hệ trẻ.

## Sự nghiệp
Phương Loan có thời thơ ấu nhiều khó khăn. Được sinh ra trong gia đình không ai theo nghề hát, cô mồ côi cha từ năm 2 tuổi, sang năm 3 tuổi thì mẹ cô mất, cô được người dì ruột mang về nuôi dưỡng.
Mê ca hát từ những năm 10 tuổi, cô tham gia vào những buổi ca hát cây nhà lá vườn của Hợp tác xã phường 9, quận 3, Thành phố Hồ Chí Minh, thấy cô có năng khiếu ca hát nên Thảo - chủ nhiệm Hợp tác xã thời đó trợ giúp tiền đi học hát với nhạc sĩ Hoàng Nô và nghệ sĩ Xuân Hoa. Năm 13 tuổi, cô chính thức gia nhập Đoàn cải lương Xuân Mới, rồi tham gia sân khấu Tuổi Trẻ Thương Nghiệp của Sở Thương nghiệp Thành phố Hồ Chí Minh, lúc đó cô đóng những vai nam. Năm 1983, cô về Đoàn Cải lương Tinh Hoa  và từ năm 1986 về Đoàn Cải lương Tháp Mười A (tỉnh Đồng Tháp). Từ năm 1988 đến 1989, cô trải qua các Đoàn Cải lương Cao Nguyên, Cam Ranh và Trung Hiếu. Sau đó, lần lượt biểu diễn trên sân khấu của các đoàn cải lương như: Đoàn Cải Lương Long An, đoàn Cải lương Sông Hậu I, đoàn Cải lương Tây Đô (Cần Thơ), Đoàn Văn Công Thành phố Hồ Chí Minh, Nhà hát Trần Hữu Trang,...
Từ năm 1990 trở về sau, Phượng Loan đã đạt được nhiều huy chương vàng qua các đợt tham gia hội diễn. Từ sau năm 2004, Phượng Loan cộng tác cho CLB Cải lương Thể Nghiệm của Hội Sân khấu Thành phố và Đài Truyền hình HTV rất nhiều vở và chương trình Cải lương như Vầng trăng cổ nhạc, Chuyên đề vọng cổ,...

## Giải thưởng và danh hiệu
- Huy chương vàng Hội diễn sân khấu chuyên nghiệp toàn quốc các năm 1990- 1995 - 2000 - 2002
- Giải Diễn viên tài sắc năm 1995.[3]
- Huy chương Vì sự nghiệp văn hóa năm 2003
- Huy chương Vì sự nghiệp sân khấu năm 2006
- Giải Mai Vàng năm 2007.[3]
- Danh hiệu Nghệ sĩ Ưu tú năm 2007.[3]
- Giải Cống hiến HTV Awards năm 2013.
- Giải Nghệ sĩ cải lương được yêu thích nhất HTV Awards năm 2014
- Giải Nghệ sĩ cải lương được yêu thích nhất HTV Awardr năm 2015
- Huy chương vàng Liên hoan sân khấu cải lương chuyên nghiệp toàn quốc năm 2018
- Danh hiệu Nghệ sĩ Nhân dân năm 2023.

## Các vai diễn nổi bật
- Dạ Hương trong vở Cải lương Loài Hoa Không Tên
- Phương Tâm trong vở Hãy yêu nhau thật lòng (Đoàn Cải lương Long An, năm 1990)
- Thơm trong vở Huyền Thoại Một Tình Yêu (Đoàn Cải lương Tây Đô, năm 2000)
- Hạnh trong vở Dòng Sửa Đỏ
- Nguyệt trong vở Tô Ánh Nguyệt
- Dung trong vở Nước mắt thâm tình
- Đặng Thị Huệ (Huệ Phi) trong vở Đêm Hội Long Trì.

## Các bài vọng cổ nổi tiếng
- Đồng bưng
- Bông súng đồng quê
- Bông sen
- Bông bồn bồn rụng trắng
- Giọt sữa cuối cùng
- Người mẹ bên dòng Xà No
- Bóng núi
- Biển hát
- Tình hận thâm cung